# Byron De La Beckwith
Byron De La Beckwith (Colusa, 9 novembre 1920 – Jackson, 21 gennaio 2001) è stato un criminale statunitense.

## Biografia
Fu membro del KKK ed è ritenuto responsabile dell'omicidio, verificatosi il 12 giugno del 1963 a Jackson, Mississippi, di Medgar Evers, attivista e leader del movimento per i diritti civili. Processato per ben tre volte, si giunse ad una condanna al carcere a vita, senza possibilità di libertà anticipata, soltanto nel terzo processo nel 1994, davanti a una giuria di otto neri e quattro bianchi. Morì, infine, a Jackson il 21 gennaio 2001 presso il Policlinico del Mississippi a causa di malattie cardiache, ipertensione e altri disturbi. Da questo episodio è stato tratto il film L'agguato - Ghosts from the Past a cura di Rob Reiner.

### Assassinio di Medgar Evers

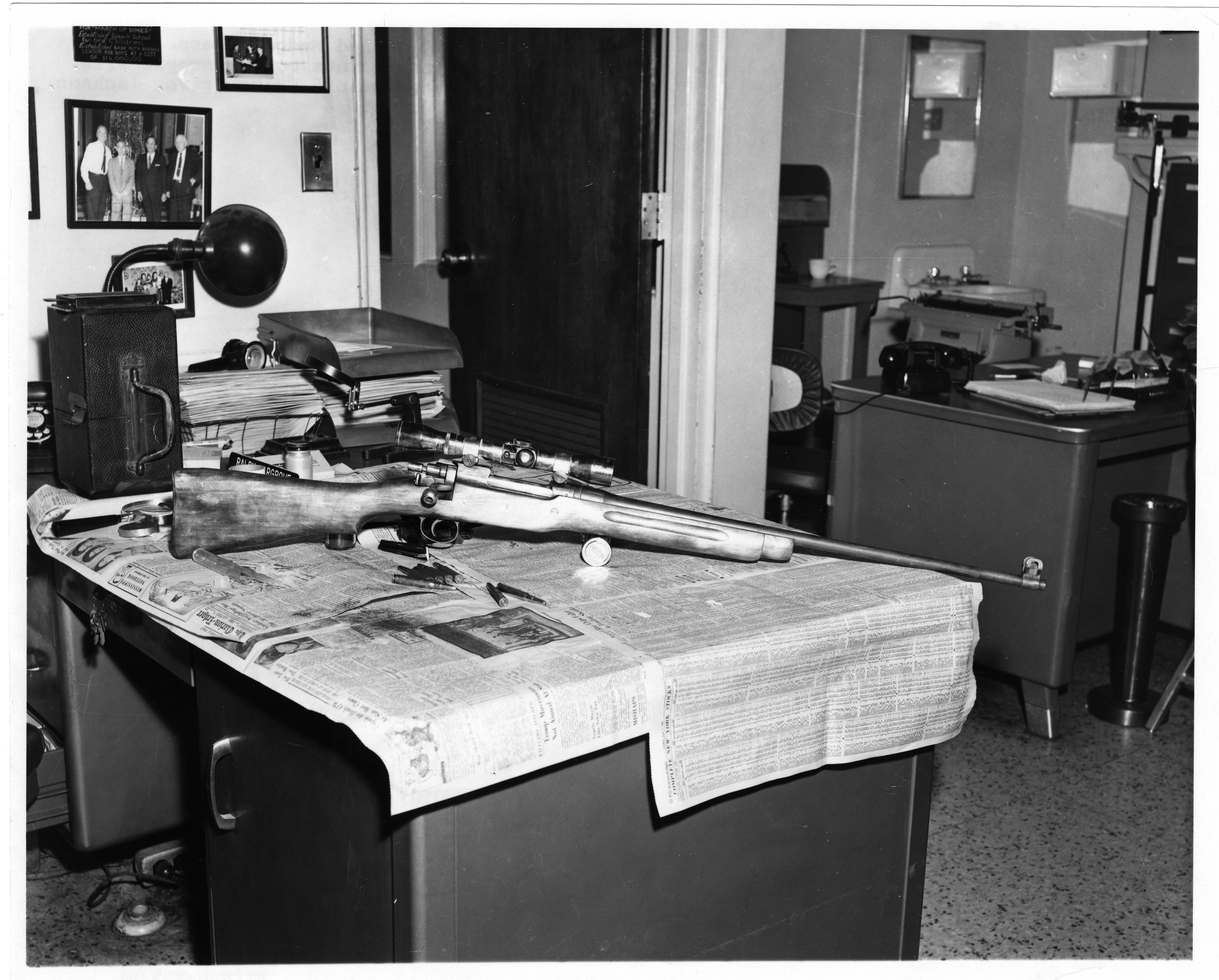
Il fucile utilizzato da De La Beckwith per uccidere Evers

Il 12 giugno 1963, all'età di 42 anni, De La Beckwith assassinò Medgar Evers, il leader del associazione NAACP per i diritti civili degli afroamericani, mentre questi stava tornando a casa a Jackson, Mississippi. Beckwith si era appostato in strada con un fucile, e sparò a Evers alle spalle. Evers morì un'ora dopo, all'età di 37 anni.
Myrlie Evers, sua moglie, e i suoi tre figli, James, Reena e Darrell Evers, si trovavano in casa al momento dell'omicidio. Il figlio Darrell ricordò quella notte: «Eravamo pronti ad accoglierlo, perché ogni volta che tornava a casa per noi era speciale. Viaggiava molto in quel periodo. All'improvviso, abbiamo sentito uno sparo. Sapevamo cosa era successo».